# The Teenage Kissers
The Teenage Kissers je japonská dívčí hudební skupina. Vznikla v roce 2012 v Tokiu. Původní sestavu tvořily zpěvačka Nana Kitade, baskytaristka Hideo Nekota a bubenice Mai Koike. Následujícího roku se ke skupině přidala kytaristka Tsubasa Nakada. Své první album v podobě šestipísňového EP s názvem Perfectly Dirty kapela vydala v říjnu roku 2013. V červenci 2014 vyšla kapele první dlouhohrající deska nazvaná Virgin Field. Vedle dvanácti autorských písní obsahuje také coververzi písně „Sunday Morning“ od americké skupiny The Velvet Underground. V srpnu 2015 vyšlo sedmipísňové EP Lightning Machine.